# Ryu Hyun-kyung
Ryu Hyun-kyung (10 de marzo de 1983) es una actriz surcoreana.

## Carrera
Debutó en 1996, a la edad de 12 años en la serie de SBS Oxtail Soup. En 2010 llamó la atención con sus personajes de reparto en el  drama The Servant, la comedia romántica Cyrano Agency y Petty Romance. Posteriormente protagonizando Mama (2011), Dos Bodas y un Funeral (2012) y Miss Cherry's Love Puzzle (2013).
También dirigió los cortometrajes Kwang-tae's Basic Story (2009) y Heart Robber (2010), así como dos vídeos musicales de la cantante Jung-in.

## Filmografía

### Cine

#### Como actriz
| Año  | Título                                                               | Papel                           | Notas                 | Ref.   |
| ---- | -------------------------------------------------------------------- | ------------------------------- | --------------------- | ------ |
| 2021 | I                                                                    |                                 |                       |        |
| 2019 | Pray                                                                 | Lee Jeong-in                    |                       | [ 11 ] |
| 2018 | A Tiger in Winter                                                    | Hyeon-ji                        |                       |        |
| 2017 | The Romantic                                                         |                                 |                       |        |
| 2017 | The Artist: Reborn                                                   | Giselle                         |                       |        |
| 2015 | You Call It Passion                                                  | Chae-eun                        |                       |        |
| 2015 | Three Summer Nights                                                  | Ji-young                        |                       |        |
| 2015 | Office                                                               | Hong Ji-sun                     |                       |        |
| 2015 | Intimate Enemies                                                     | Jung-sook                       |                       |        |
| 2014 | Whistle Blower                                                       | Kim Mi-hyun                     |                       |        |
| 2014 | The Road Called Life                                                 | mujer (voz)                     | película de animación |        |
| 2014 | Manshin: Ten Thousand Spirits                                        | Kim Geum-hwa de joven (años 50) |                       | [ 12 ] |
| 2013 | Miss Cherry's Love Puzzle                                            | Aeng-doo                        |                       |        |
| 2013 | Born to Sing                                                         | Mi-ae                           |                       |        |
| 2013 | How to Use Guys with Secret Tips                                     | [cameo]                         |                       |        |
| 2012 | Two Weddings and a Funeral                                           | Hyo-jin                         |                       |        |
| 2011 | Departure                                                            |                                 | cortometraje          | [ 13 ] |
| 2011 | Smile Bus                                                            | Yun-a                           | cortometraje          | [ 14 ] |
| 2011 | Boy                                                                  | Jin-sook                        |                       |        |
| 2011 | Mama                                                                 | Eun-sung                        |                       |        |
| 2010 | Heart Robber                                                         | Soo-yeon                        | cortometraje          |        |
| 2010 | Petty Romance                                                        | Kyung-sun                       |                       |        |
| 2010 | Cyrano Agency                                                        | Seon-ah                         |                       |        |
| 2010 | The Servant                                                          | Hyang Dan-yi                    |                       |        |
| 2010 | The First Love Series (segment: "Come On Just Once, Maybe Next Time) | Yoo Bong-joo                    |                       |        |
| 2009 | Thirsty, Thirsty                                                     | Kwak Seon-ju                    |                       |        |
| 2008 | The Divine Weapon                                                    | Bang-ok                         |                       |        |
| 2006 | Slow Food, Fast Food                                                 |                                 | cortometraje          |        |
| 2003 | North Korean Guys                                                    | Han Na-ra                       |                       |        |
| 2003 | My Wife Is a Gangster 2                                              | Yoon Ji-hyun                    |                       |        |
| 2003 | Righteous Battle                                                     |                                 |                       |        |
| 2003 | Through the Night                                                    |                                 |                       |        |
| 2002 | Marriage Is a Crazy Thing                                            |                                 |                       |        |
| 2002 | Pencase Freefall Test                                                |                                 | cortometraje          |        |
| 2000 | Bichunmoo                                                            |                                 |                       |        |
| 2000 | Truth Game                                                           |                                 |                       |        |
| 1999 | Mayonnaise                                                           |                                 |                       |        |
| 1998 | City of the Rising Sun                                               |                                 |                       |        |
| 1997 | Deep Blue                                                            |                                 |                       |        |

#### Como directora
| Año  | Título                                   | Notas                                            | Ref.   |
| ---- | ---------------------------------------- | ------------------------------------------------ | ------ |
| 2009 | Kwang-tae's Basic Story                  | Cortometraje                                     |        |
| 2010 | Heart Robber                             | Cortometraje (también acreditada como guionista) |        |
| 2011 | Rainy Season (Jung-in)                   | Vídeo                                            |        |
| 2013 | Those Obvious Words (Jung-in)            |                                                  |        |
| 2013 | Asiana International Short Film Festival | Tráiler                                          | [ 15 ] |

### Series de televisión
| Año     | Título                                  | Papel                                             | Canal                        | Notas                       | Ref.          |
| ------- | --------------------------------------- | ------------------------------------------------- | ---------------------------- | --------------------------- | ------------- |
| 1996    | Oxtail Soup                             |                                                   | SBS                          |                             |               |
| 1999    | School 2                                |                                                   | KBS2                         | Invitada, ep. 22            |               |
| 1999    | The Boss                                |                                                   | MBC                          |                             |               |
| 2000    | Because of You                          |                                                   | MBC                          |                             |               |
| 2003    | Age of Warriors                         |                                                   | KBS1                         |                             |               |
| 2004    | Sweet Buns                              | Kim Sun-Hee                                       | MBC                          |                             |               |
| 2005    | Pharmacist Kim's Daughters              | Kim Yong-Ok                                       | MBC                          |                             |               |
| 2005    | Drama City "Don't Go Home Tonight"      |                                                   | KBS2                         |                             |               |
| 2006    | Drama City "Fog Street"                 |                                                   | KBS2                         |                             |               |
| 2006    | MBC Best Theater "Miss Kim's Boomerang" |                                                   | MBC                          |                             |               |
| 2006    | Just Run!                               | Song Ji-Hyun                                      | KBS2                         |                             |               |
| 2008    | Terroir                                 | Gook Yook-Gong                                    | SBS                          |                             |               |
| 2008    | Their Romance Encyclopedia              |                                                   | Channel CGV                  |                             |               |
| 2011    | Midnight Hospital                       | Hong Na-Kyung                                     | MBC                          |                             |               |
| 2012    | Salamander Guru and The Shadows         | Detective Kyung-Ja                                | SBS                          |                             |               |
| 2012    | Tasty Life                              | Jang Jung-Hyun                                    | SBS                          |                             |               |
| 2013    | Drama Special "Outlasting Happiness"    | Sun-Joo                                           | KBS2                         |                             |               |
| 2013    | Empress Ki                              | Princesa Kyunghwa                                 | MBC                          | Cameo                       |               |
| 2015    | Run Towards Tomorrow                    | Han Yoo-Jung                                      | SBS                          |                             |               |
| 2015    | The Lover                               | Ryoo Doo-Ri                                       | Mnet                         |                             |               |
| 2015    | Oh My Ghost                             | Policía Kang                                      | tvN                          | Cameo, ep. 13-14            |               |
| 2016    | The Master of Revenge                   | Kim Seon-joo                                      | KBS2                         | Cameo                       |               |
| 2017    | 20th Century Boy and Girl               | Han A-Reum                                        | MBC                          |                             |               |
| 2018    | Feel Good to Die                        | Choi Min-joo                                      | KBS2                         |                             |               |
| 2019    | Doctor Detective                        | Choi Min                                          | SBS                          |                             |               |
| 2021    | Model Taxi                              | Hermana de Baek Sung-mi                           | SBS                          | Aparición especial (ep. 15) |               |
| 2021    | Would You Like a Cup of Coffee?         | Kim Ji Young                                      | Daum Kakao TV, Tencent Video | (Ep. 2)                     |               |
| 2022    | Cheer Up                                | Shin Ji-young                                     | SBS                          |                             | [ 16 ]        |
| 2022    | Detrás de cada estrella                 | Ye Min-soo                                        | tvN                          | Aparición especial          | [ 17 ]        |
| 2022-23 | El tranvía                              | Jin Seung-hee                                     | SBS                          |                             | [ 18 ]        |
| 2022-23 | La gran apuesta                         | Jefa de equipo del Servicio Nacional de Impuestos | Disney+                      |                             | [ 19 ] [ 20 ] |
| 2024    | Nadie en el bosque                      | Seo Eun-kyung                                     | Netflix                      |                             | [ 21 ]        |

## Vida personal
En marzo de 2017, la agencia de Ryu confirmó que ella y Park Sung-hoon estaban saliendo.